# Festuca pseudodalmatica
Festuca pseudodalmatica är en gräsart som beskrevs av Vladimír Joseph Krajina. Festuca pseudodalmatica ingår i släktet svinglar, och familjen gräs. Inga underarter finns listade i Catalogue of Life.